# Anna-Lisa Nilsson
Anna-Lisa Nilsson (i riksdagen kallad Nilsson i Hammarslund och Nilsson i Kristianstad), född 26 december 1924 i Kristianstad, död 7 januari 2013 i Fjälkinge-Nymö församling, Skåne län, var en svensk trädgårdsmästare och politiker.
Nilsson var riksdagsledamot för centerpartiet 1968 i första kammaren och i andra kammaren 1969–1970, invald i Kristianstads läns valkrets. Hon var suppleant i andra lagutskottet. Hon var ordförande i Centerns kvinnoförbund 1979–1981.